# Золотой поезд (Венгрия)
«Золотой поезд» — условное название поезда, на котором в конце Второй мировой войны немцы перевозили украденные ценности из Венгрии в Берлин. В основном это была собственность венгерских евреев, отобранная у них перед отправкой в концлагеря. Поезд перехватили американские войска в Австрии, но почти ничего не было возвращено Венгрии, законным владельцам или выжившим членам их семей.

## Предыстория
Когда Красная Армия в 1944 году приблизилась к границам Венгрии, Адольф Гитлер начал 12 марта 1944 года операцию «Маргарете», в результате которой немецкие войска оккупировали Венгрию. Правящая Партия скрещённых стрел во главе с Ференцем Салаши сотрудничала с немцами, принудив примерно 800 000 венгерских евреев передать ценности правительственным чиновникам. Среди изъятого были драгоценные камни, золотые украшения, обручальные кольца и прочие ценные предметы. Конфискованное имущество помещалось в индивидуальные сумки и ящики с опознавательными знаками владельцев, а собственникам выдавались квитанции. Основная часть еврейского населения была отправлена в концентрационные лагеря, в основном в Аушвиц-Биркенау, где большинство было убито. Власти Венгрии рассортировали конфискованные ценности по видам, после чего стало практически невозможно определить, кому они принадлежали.

## «Золотой поезд»
В конце 1944 года Красная Армия наступала на столицу Венгрии — Будапешт. Арпад Толди (венг. Árpád Toldi), чиновник, назначенный СС, предложил план эвакуации большей части еврейских ценностей из Венгрии. Он приказал погрузить ценности на поезд из 46 вагонов с 213 людьми, который должен был отправиться в нацистскую Германию через Австрию:
- в 24 вагонах находились конфискованных и украденные ценности;
- в 15 вагонов размещались венгерские и немецкие солдаты для охраны поезда;
- в 7 вагонах находились шахтёры на случай, если понадобится закопать ценности.

Согласно различным источникам, поезд вёз золото, золотые украшения, драгоценные камни, бриллианты, жемчуг, часы, около 200 картин, персидские и восточные ковры, столовое серебро, фарфор, мебель, дорогую одежду, постельное белье, фотоаппараты, марки и валюту (в основном доллары США и швейцарские франки). Пока поезд блуждал по Венгрии, он остановился в нескольких местах, чтобы забрать конфискованные и украденные ценности, хранившиеся в других местах, в том числе сделал остановку недалеко от замка Абауй. Достигнув считавшегося безопасным места недалеко от венгерско-австрийской границы, Толди остановил поезд на 92 дня и приступил к переписи ценностей, которые обозначил как собственность правительства Венгрии. В 1945 году еврейские организации и правительство Венгрии оценили общую стоимость содержимого поезда в 350 миллионов долларов, что эквивалентно 4 миллиардам долларов в ценах 2007 года. По другим оценкам, стоимость содержимого в 1945 году составляла от 50 до 120 млн долларов или от 570 до 1,7 млрд долларов в ценах 2007 года.
Весной 1945 года поезд снова двинулся на запад. Толди и его семья сошли из поезда с большим количеством золота 30 марта 1945 года, когда поезд пересек австрийскую границу. Советские войска к этому времени были лишь в 15 км. Конвой Толди попытался въехать в нейтральную Швейцарию 10 дней спустя, но получил отказ. Тогда Толди обратился к офицеру СС Вильгельму Хёттлю, которому передал 10 % груза (4 ящика золота) в обмен на немецкие паспорта и швейцарские визы для своей семьи. Его семья успешно въехала в Швейцарию, но позже была задержана в Австрии, допрошена властями союзников и освобождена. Больше его никогда не видели.
Попав в Австрию, поезд делал остановки, чтобы перегрузить золото на грузовики. Судьба золота из этих грузовиков остается неизвестной. В конце концов поезд достиг города Верфен.16 мая 1945 года после капитуляции нацистской Германии он был захвачен союзными войсками, сначала французской армией, а затем армией США.

## Судьба ценностей
Официальная политика США в отношении реституции активов, согласованная в Заключительном акте Парижской конференции по возмещению ущерба в 1946 году и в Соглашении пяти держав для нерепатриируемых жертв Германии, заключалась в продаже бесхозной собственности в пользу нерепатриируемых беженцев. Эти соглашения стали основой для создания Подготовительного комитета Международной организации по делам беженцев.
В отношении произведений искусства США проводили иную политику. В соответствии с давними международными соглашениями США декларировали, что «похищенные произведения искусства и культурные ценности будут возвращены правительствам стран, из которых были вывезены».
Корпус контрразведки армии США направил офицера Мортона Гиммлера, находившегося в Зальцбурге, взять под контроль так называемый «верфенский поезд». Гиммлер приказал немедленно снять людей с поезда и отправить их в заключение. Однако из-за нехватки персонала некоторых венгерских солдат привлекли к разгрузке. Между тем, Центральный совет евреев в Венгрии — организация, представляющая интересы венгерских евреев и под давлением Красной Армии добивавшаяся репатриации — и новое правительство Венгрии узнали об захвате поезда американцами и настойчиво, а иногда и яростно, добивались возвращение всего груза в Венгрию, где можно провести сортировку и организовать возврат ценностей законным владельцам или членам их семей. Правительство США последовательно игнорировало венгерские призывы.
Большая часть ценностей отправилась на Военный правительственный склад в Зальцбурге. Однако картины хранились во дворце Зальцбург-Резиденц. Поскольку невозможно было установить собственников, официальная позиция США, изложенная начальником штаба армии Соединённых Штатов Джорджем Маршаллом, заключалась в том, что вещи должны были быть переданы организациям по оказанию помощи беженцам в соответствии с международными соглашениями о реституции.
Большая часть оставшихся ценностей была продана через европейские магазины Army Exchange в 1946 году или с аукциона в Нью-Йорке в 1948 году. Вырученные средства поступили в организацию по делам беженцев. По данным The New York Times, выручка от аукциона составила 152 850,61 доллара, или примерно 1,3 миллиона долларов в ценах 2007 года. Предметы одежды, направленные для продажи в магазинах Army Exchange, но признанные малоценными, были переданы капеллану дивизии для раздачи «нуждающимся перемещённым лицам».
Некоторая часть имущества поезда оказалась в собственности высокопоставленных офицеров армии США, находившихся в Центральной Европе для курирования работ в рамках плана Маршалла. По приказу генерал-майора Гарри Дж. Коллинза, командира 42-й пехотной дивизии (дивизия «Радуга»), многие предметы были реквизированы для меблировки его дома. Другими предметами обставляли дома и кабинеты других офицеров армии США, включая бригадного генерала Хеннинга Линдена и генерала Эдгара Э. Хьюма. Им достались фарфор, столовое серебро, изделия из стекла, коврики, столовое и постельное белье.
Судьба примерно 200 картин, изъятых из поезда, неизвестна. Поскольку в соответствии с официальной политикой реституции США они считались «культурными ценностями», их следовало возвратить в страну происхождения, то есть в Венгрию. Однако с 1953 года картины находились во владении австрийского правительства, а их текущее местонахождение неизвестно.

## После 1998 года
Правительство Соединённых Штатов держало большую часть сведений о венгерском «золотом поезде» в секрете до 1998 года, когда президент США Билл Клинтон создал Президентскую консультативную комиссию по активам Холокоста в Соединённых Штатах. В отчёте, подготовленном комиссией и опубликованном в октябре 1999 года, подробно описывалось обращение с активами поезда в Соединённых Штатах и упоминалось множество случаев «недостаточности» усилий США по реституции в Австрии, которые в конечном итоге привели к тому, что ценности с венгерского «золотого поезда» легко растрачивались официальными лицами Соединённых Штатов. Комиссия пришла к выводу, что осуществлённые в отношении многих ценностей поезда действия исключили возможность возвращения их законным владельцам.
В 2001 году пережившие Холокост венгерские евреи подали иск в окружной суд Флориды против правительства Соединённых Штатов за неправомерное обращение с ценностями венгерского «золотого поезда». Давид Мермельштейн был единственным пережившим Холокост, присутствовавшим на процессе. В 2005 году было достигнуто соглашение о выплате 25,5 миллиона долларов. Деньги были направлены для распределения различными еврейскими социальными службами среди переживших Холокост. Одним из доказательств, представленных адвокатами, представлявшими переживших Холокост, было письмо, написанное Эвелин Такер в январе 1949 года. Такер занималась произведениями искусств в программе Соединённых Штатов Америки по делам памятников, изящных искусств и архивов (MFAA) и была прикомандирована к отделу поставок и реституции (RD&R) Союзного командования США в Австрии (USACA). В письме Такер, направленному чиновнику по делам культуры Государственного департамента США Арделии Рипли Холл, задокументированы хищения офицерами армии США по окончании Второй мировой войны множества предметов из бывших нацистских опорных пунктов, включая предметы из «золотого поезда».
По состоянию на 2014 года выплата компенсации всё ещё продолжалась. 3 июня 2014 года в федеральный суд был подан отчёт, что в период с 1 июля 2012 года по 30 июня 2013 года было распределено 464 553,56 долларов США, направленных 12 еврейским социальным службам Австралии, Канады, Венгрии, Израиля, Швеции и США.

## Gallery

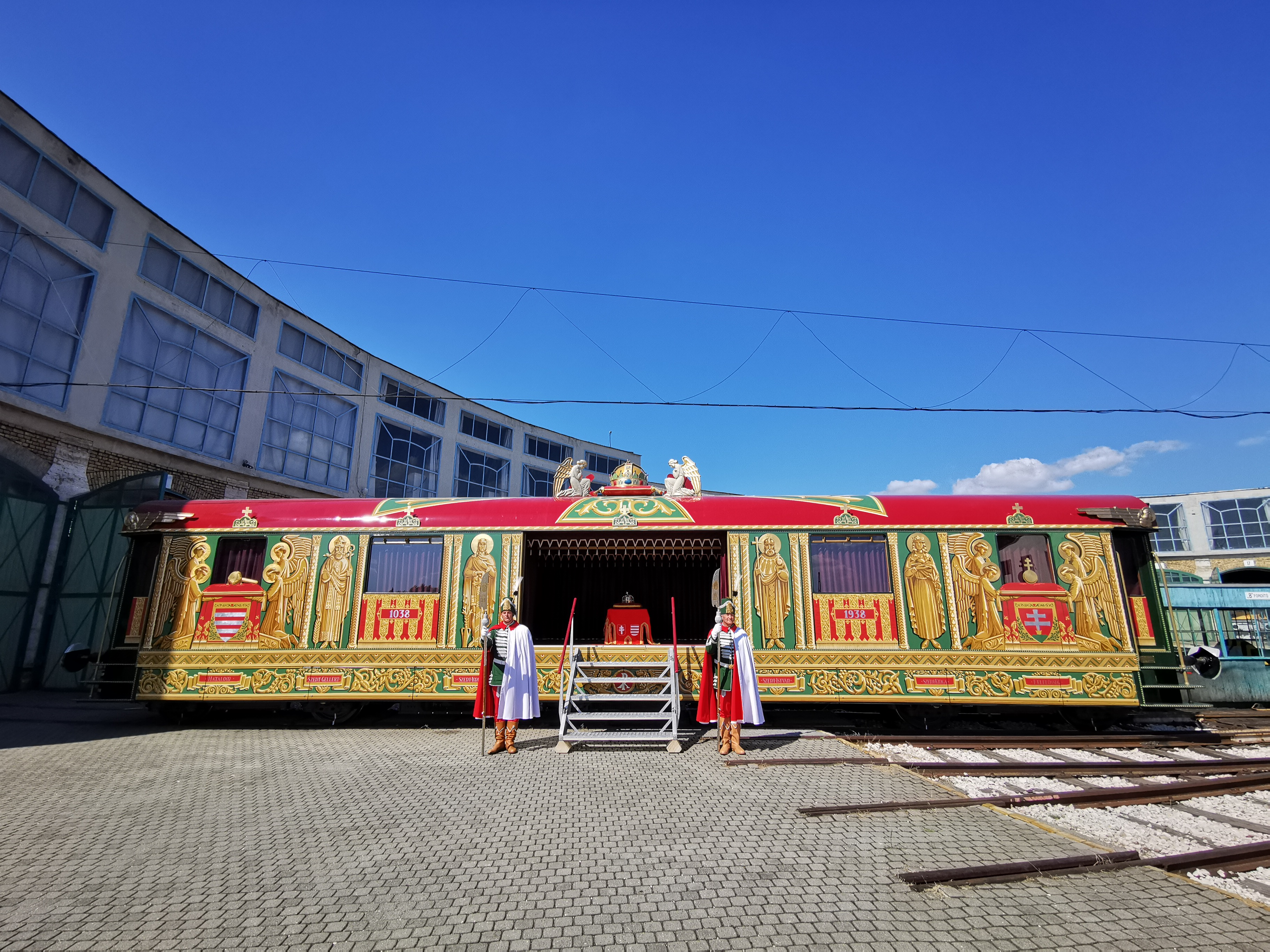
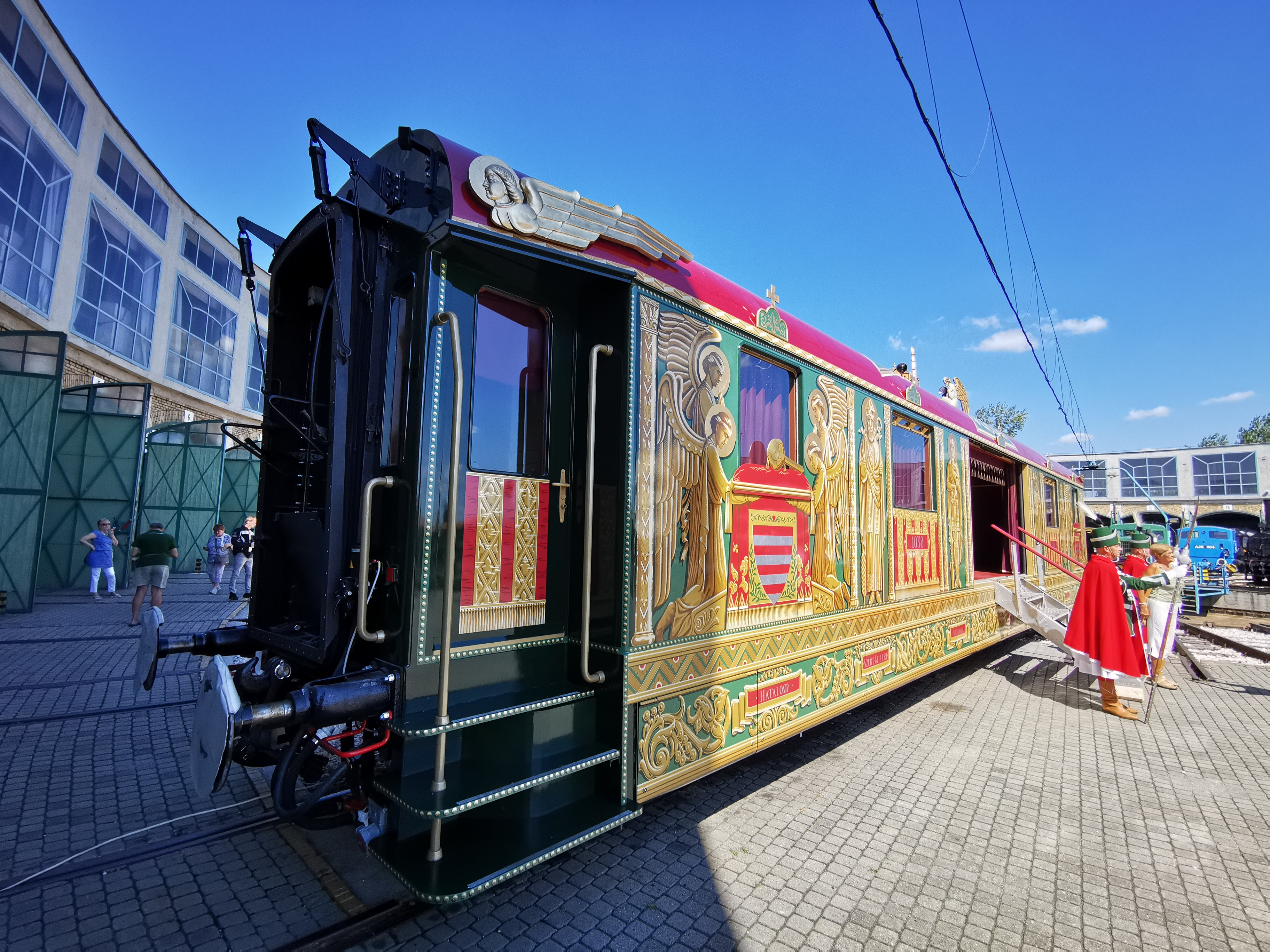
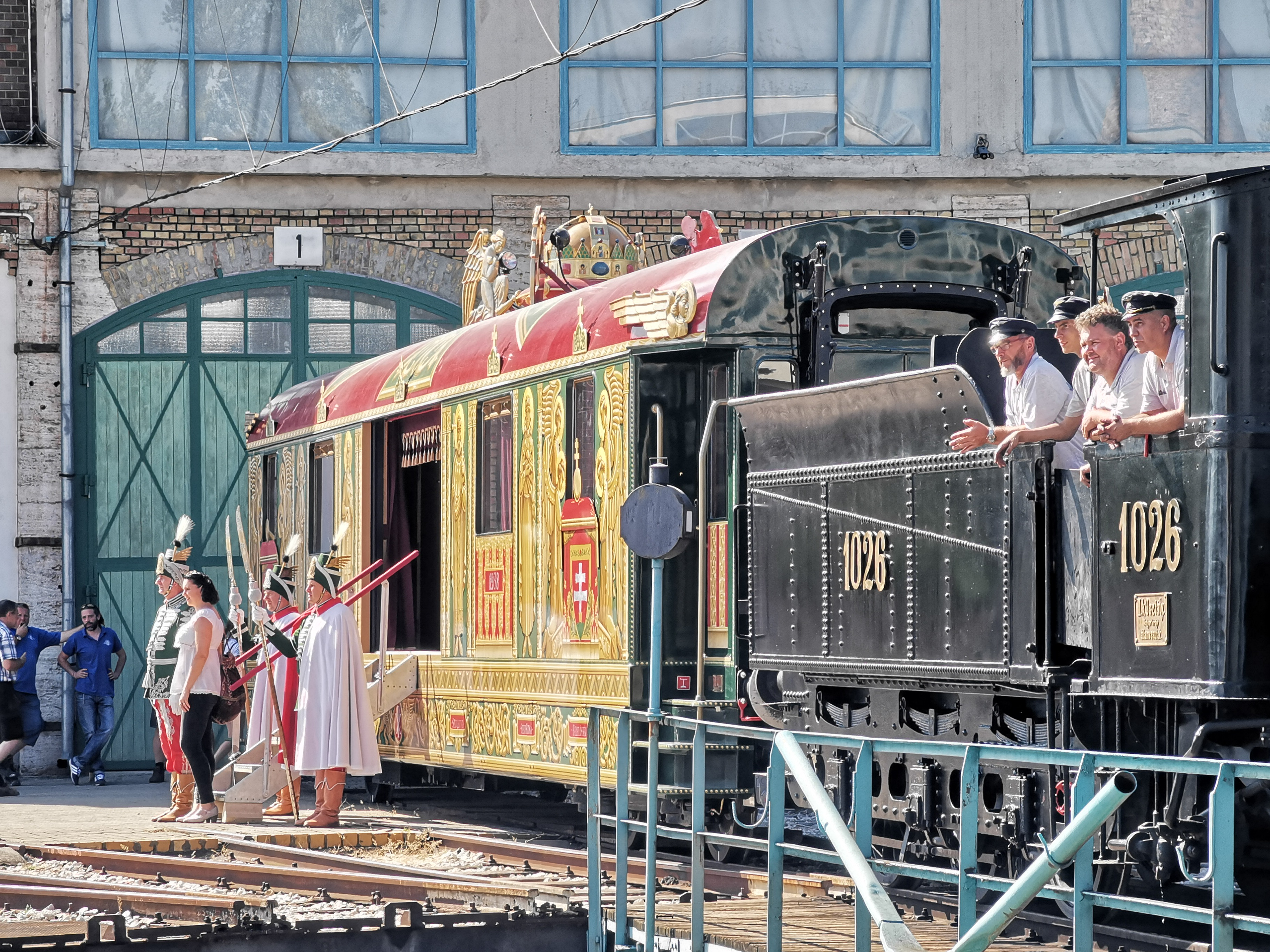
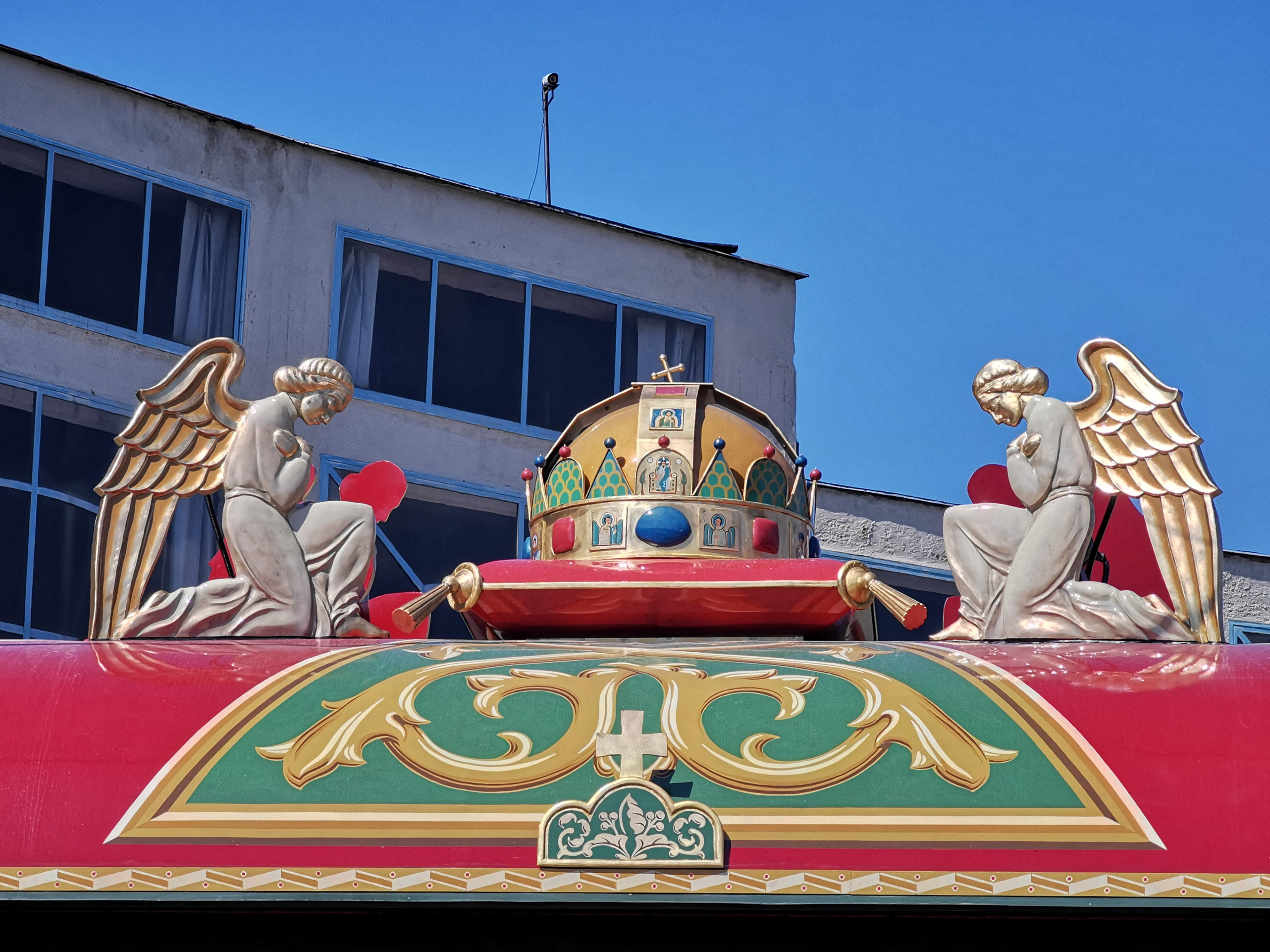

.